# Eugenio Candon
Eugenio Sergio Alberto Candon, noto anche con lo pseudonimo di Sergio (Pinzano al Tagliamento, 19 settembre 1921 – Palcoda, 6 dicembre 1944), è stato un partigiano italiano.
Medaglia d'Oro al Valor Militare alla memoria.

## Biografia
Aveva lasciato giovanissimo il suo paese (allora in provincia di Udine), per trovare lavoro in Francia. Faceva il macellaio quando, entrato in contatto con comunisti italiani attivi tra gli emigrati, aveva avuto modo di frequentare l'Università operaia di Villejuif. Eugenio Candon era poi diventato comunista e, quando i tedeschi occuparono la Francia, era entrato nelle Resistenza francese. Arrestato, Candon fu consegnato alle autorità italiane che lo confinarono a Ventotene. Liberato con la caduta del fascismo, dopo l'8 settembre 1943 il giovane divenne uno dei primi organizzatori delle formazioni partigiane nel Friuli. Distintosi in audaci azioni, Candon divenne commissario del Gruppo brigate Sud della Divisione Garibaldi "Friuli". Nel novembre del 1944, alla testa della sua formazione, per tre settimane sostenne duri combattimenti contro preponderanti forze nazifasciste. Quando le sorti della lotta volsero a favore del nemico, il commissario partigiano respinse l'invito alla resa e cadde combattendo con i suoi compagni.